# Vorob'ëvskij rajon
Il Vorob'ëvskij rajon (in russo Воробьёвский район?) è un rajon dell'Oblast' di Voronež, in Russia; il capoluogo è Vorob'ëvka. Istituito nel 1927, ricopre una superficie di 1.180 km².